# 四会町
四会町（よつえちょう）は、愛知県愛西市にある地名。字が20ある。

## 地理
旧立田村域中央部。

### 字一覧
（五十音順・読みはyahoo!地図による）
- 井口（いぐち）[北緯35度10分43.9秒 東経136度41分47.6秒]
- 石浦（いしうら）[北緯35度10分19.1秒 東経136度42分4.3秒]
- 鵜戸（うど）[北緯35度10分32.7秒 東経136度41分43.1秒]
- 草場（くさば）[北緯35度10分40.5秒 東経136度41分55秒]
- 郷北（ごうきた）[北緯35度10分33.2秒 東経136度41分46.6秒]
- 郷付（ごうづけ）[北緯35度10分33.1秒 東経136度42分24.7秒]
- 郷前（ごうまえ）[北緯35度10分24.1秒 東経136度42分5.8秒]
- 笹塚（ささづか）[北緯35度10分40.3秒 東経136度42分11.3秒]
- 庄内（しょうない）[北緯35度10分25.9秒 東経136度41分35.2秒]
- 角田（すみた）[北緯35度10分48.2秒 東経136度41分55.1秒]
- 高田（たかだ）[北緯35度10分31.2秒 東経136度42分15.6秒]
- 高西（たかにし）[北緯35度10分31.8秒 東経136度42分3.7秒]
- 堤外（ていがい）[北緯35度10分42.7秒 東経136度42分20.1秒]
- 堤敷（ていしき）[北緯35度10分34秒 東経136度42分22.9秒]
- 堤添（ていぞえ）[北緯35度10分38秒 東経136度42分22.1秒]
- 八丁（はっちょう）[北緯35度10分32.5秒 東経136度41分55.3秒]
- 東堤外（ひがしていがい）[北緯35度10分37.3秒 東経136度42分25.9秒]
- 広田（ひろた）[北緯35度10分52.6秒 東経136度41分59.6秒]
- 村内（むらうち）[北緯35度10分41.5秒 東経136度42分4秒]
- 脇野（わきの）[北緯35度10分24.5秒 東経136度41分53.1秒]

### 河川
- 鵜戸川
- 海部幹線水路

## 歴史

### 地名の由来
笹塚村・高田村・脇野新田村・西一色村の4箇村が合併したことによる。

### 沿革
- 1878年（明治11年） - 海西郡笹塚村・高田村・脇野新田村・西一色村の4箇村合併により、海西郡四会村成立[6]。
- 1889年（明治22年） - 四会村・下一色村・宮地村・石田村・新右衛門新田の合併により五会村が成立。五会村大字四会となる[6]。
- 1899年（明治32年） - 木曽三川分流工事における佐屋川の廃川により旧川原を耕地とする[6]。
- 1906年（明治39年） - 海西郡立田村大字四会となる[6]。
- 1913年（大正2年） - 海西郡・海東郡合併に伴い、海部郡立田村大字四会となる。
- 2005年（平成17年）4月1日 - 愛西市四会町となる。

## 世帯数と人口
2019年（令和元年）5月1日現在の世帯数と人口は以下の通りである。
| 町丁   | 世帯数 | 人口  |
| ------ | ------ | ----- |
| 四会町 | 94世帯 | 321人 |

### 人口の変遷
国勢調査による人口の推移
| 2005年（平成17年） | 372人 | [ 7 ] |  |
| 2010年（平成22年） | 351人 | [ 8 ] |  |
| 2015年（平成27年） | 321人 | [ 9 ] |  |

## 小・中学校の学区
市立小・中学校に通う場合、学区は以下の通りとなる。
| 番・番地等 | 小学校                 | 中学校             |
| ---------- | ---------------------- | ------------------ |
| 全域       | 愛西市立立田北部小学校 | 愛西市立立田中学校 |

## 交通

### バス
- 愛西市巡回バス（2020年4月1日現在）[11]

|    | 停留所名 | ルート |
| -- | -------- | ------ |
| 67 | 四会町   | 立田   |

### 道路
- 愛知県道・岐阜県道119号津島立田海津線

## 施設
- 出雲大社尾張講社[北緯35度10分52.8秒 東経136度41分52.4秒]
- 愛知県警察津島警察署立田北駐在所[北緯35度10分50.4秒 東経136度42分2.5秒]
- 四会揚水機場[北緯35度10分39.3秒 東経136度42分20.5秒]
- 真宗大谷派西乗寺[北緯35度10分41.3秒 東経136度42分2.1秒]
- 八幡社[北緯35度10分36.9秒 東経136度42分6.1秒]
- 愛西市四会処理場[北緯35度10分36.6秒 東経136度42分10.6秒]
- 愛西市学校給食立田センター[北緯35度10分21.6秒 東経136度41分40.9秒]

## その他

### 日本郵便
- 郵便番号 : 496-0936[3]（集配局：津島郵便局[12]）。